# Шумахер, Ральф
Ральф Шума́хер (нем. Ralf Schumacher ; род. 30 июня 1975, Хюрт-Хермюльхайм, Северный Рейн-Вестфалия) — немецкий автогонщик, выступавший в Формуле-1. Младший брат семикратного чемпиона мира Михаэля Шумахера.

## Биография
Ральф Шумахер начал заниматься картингом в раннем возрасте. Его карьера в Формуле-3 началась в 1994 году в команде WTS, владельцем которой был будущий менеджер Ральфа Вилли Вебер. Немецкий чемпионат Формулы-3 1995 года Ральф Шумахер завершил вторым, расположившись в итоговом протоколе позади Норберто Фонтана. После чего он перешёл в японскую Формулу Ниппон, где одержал победы в трёх гонках, став в итоге победителем чемпионата.
В 1997 году Ральф Шумахер начал выступления в Формуле-1 за команду Jordan. Он показал хорошую скорость, но был нестабилен, хотя и поднялся на подиум в своём третьем по счету Гран-при. В том сезоне Ральф Шумахер сходил с трассы в десяти гонках, в половине случаев из-за столкновений на трассе.
В сезоне 1998 года Ральф Шумахер продемонстрировал, что, как и его старший брат, он может вполне успешно справляться с мокрой трассой. Ральф Шумахер принёс первое в сезоне очко своей команде на мокрой трассе в Сильверстоуне и финишировал вторым при плохих условиях на Гран-при Бельгии.
В 1999 году Ральф Шумахер перешёл в Williams, где он вскоре затмил своего партнёра по команде и бывшего чемпиона серии CART Алессандро Дзанарди.
Свою первую победу в Формуле-1 Ральф Шумахер одержал на Гран-при Сан-Марино 2001 года на болиде Williams с двигателем BMW. На этом он не остановился, выиграв ещё две гонки и став четвёртым по итогам сезона. Следующая победа была в 2002 году, затем две — в 2003 году. Но, несмотря на серию очень ярких выступлений, они сменялись неудачами, и в результате Ральфу Шумахеру так и не удалось добраться до подиума чемпионатов мира.
2004 год сложился неудачно для всей команды Williams. Однако Ральф Шумахер сумел завоевать поул-позицию и финишировать вторым на Гран-при Канады. Но вскоре после окончания этапа результаты команды были аннулированы из-за несоответствия системы охлаждения тормозов техническому регламенту. А на этапе в США на десятом круге гонки Шумахер угодил в серьёзную аварию, после которой он вынужден был пропустить 6 гонок.
В 2005 году Ральф Шумахер составил пару итальянцу Ярно Трулли в команде «Toyota». Контракт подписан на 2005—2007 сезоны. 1 октября 2007 года Ральф заявил о своем уходе из команды «Toyota»
В сезоне 2008 года Шумахер-младший выступал в серии ДТМ, в составе Мюкке Моторспорт, за Мерседес.
5 октября 2001 года Ральф женился на Коре Бринкманн (род. 26 декабря 1976 г.). Кора — бывшая модель, а ныне — ведущая немецкого ТВ и участница гоночных соревнований. 23 октября 2001 года у пары родился сын Дэвид. В 2014 году пара подала на развод.
В настоящее время является спортивным директором HWA Team в серии DTM.
14 июля 2024 года Шумахер совершил каминг-аут в сети Instagram, признавшись в том, что состоит в отношениях с другим мужчиной уже более двух лет.

## Результаты выступлений

### Статистика
| Сезон     | Серия                     | Команда                                 | Гонки | Поулы | Победы | Очки | Место |
| --------- | ------------------------- | --------------------------------------- | ----- | ----- | ------ | ---- | ----- |
| 1992      | Формула-БМВ Junior        | ?                                       | 10    | ?     | ?      | 66   | 6     |
| 1993      | Формула-БМВ Junior        | ?                                       | 9     | 0     | 2      | 121  | 2     |
| 1994      | Немецкая Формула-3        | Opel Team WTS                           | 19    | 2     | 1      | 158  | 3     |
| 1994      | Гран-при Макао            | Mild Seven WTS Racing                   | 1     | 0     | 0      | —    | 4     |
| 1994      | Гран-при Монако Формулы-3 | Opel Team WTS                           | 1     | 0     | 0      | —    | 15    |
| 1994      | Формула-3 Мастерс         | WTS Motorsport                          | 1     | 0     | 0      | —    | 30    |
| 1995      | Немецкая Формула-3        | Opel Team Weber-Trella Stuttgart Racing | 15    | 2     | 3      | 171  | 2     |
| 1995      | Гран-при Макао            | Mild Seven Opel Team WTS                | 1     | 1     | 1      | —    | 1     |
| 1995      | Гран-при Монако Формулы-3 | Opel Team WTS                           | 1     | 0     | 0      | —    | 2     |
| 1995      | Формула-3 Мастерс         | WTS Motorsport                          | 1     | 1     | 0      | —    | 2     |
| 1996      | Формула-Ниппон            | X Japan Team Le Mans                    | 10    | 2     | 3      | 40   | 1     |
| 1996      | Всеяпонский чемпионат GT  | Team Lark                               | 6     | 4     | 3      | 60   | 2     |
| 1997      | Формула-1                 | Benson & Hedges Jordan Peugeot          | 17    | 0     | 0      | 13   | 11    |
| 1997      | FIA GT                    | AMG Mercedes                            | 1     | 0     | 0      | 2    | 29    |
| 1998      | Формула-1                 | Benson & Hedges Jordan                  | 16    | 0     | 0      | 14   | 10    |
| 1999      | Формула-1                 | Winfield Williams F1 Team               | 16    | 0     | 0      | 35   | 6     |
| 2000      | Формула-1                 | BMW Williams F1 Team                    | 17    | 0     | 0      | 24   | 5     |
| 2001      | Формула-1                 | BMW Williams F1 Team                    | 17    | 1     | 3      | 49   | 4     |
| 2002      | Формула-1                 | BMW Williams F1 Team                    | 17    | 0     | 1      | 42   | 4     |
| 2003      | Формула-1                 | BMW Williams F1 Team                    | 15    | 3     | 2      | 58   | 5     |
| 2004      | Формула-1                 | BMW Williams F1 Team                    | 12    | 1     | 0      | 24   | 9     |
| 2005      | Формула-1                 | Panasonic Toyota Racing                 | 18    | 1     | 0      | 45   | 6     |
| 2006      | Формула-1                 | Panasonic Toyota Racing                 | 18    | 0     | 0      | 20   | 10    |
| 2007      | Формула-1                 | Panasonic Toyota Racing                 | 17    | 0     | 0      | 5    | 16    |
| 2008      | DTM                       | Mücke Motorsport                        | 11    | 0     | 0      | 3    | 14    |
| 2009      | DTM                       | HWA Team                                | 10    | 0     | 0      | 9    | 11    |
| 2010      | DTM                       | HWA Team                                | 11    | 1     | 0      | 3    | 14    |
| 2011      | DTM                       | HWA Team                                | 10    | 0     | 0      | 21   | 8     |
| 2012      | DTM                       | HWA Team                                | 10    | 0     | 0      | 10   | 17    |
| Источник: |                           |                                         |       |       |        |      |       |

### Результаты выступлений в Формуле Nippon
| Легенда к таблице |                                                                    |
| --- | ------------------------------------------------------------------ |
| Расшифровка обозначений и цветов представлена в нижеследующей таблице. |                                                                    |
| \| Пример \| Описание \| \| ------------ \| ------------------------------------------------------------------ \| \| 1 \| Победитель \| \| 2 \| Второе место \| \| 3 \| Третье место \| \| 5 \| Финишировал, заработав очки \| \| Сход \| Не финишировал, но при этом заработал очки \| \| 12 \| Финишировал, не получив очков \| \| НКЛ \| Финишировал, но не попал в финальную классификацию \| \| 15 \| Участвовал вне зачёта, либо по отдельной классификации \| \| 18 \| Не финишировал, но попал в финальную классификацию \| \| Сход \| Не финишировал \| \| НКВ \| Не прошёл квалификацию \| \| НПКВ \| Не прошёл предквалификацию \| \| ДСК \| Дисквалифицирован \| \| ИСК \| Исключён из протокола соревнований \| \| ТТ \| Заявлен для участия только в тренировках \| \| НС \| Участвовал в квалификации, но не стартовал в гонке \| \| Т \| Травмирован или болен \| \| ОТК \| Отказ от участия \| \| НТР \| Прибыл на соревнования, но на трассу не выезжал \| \| НПР \| Был заявлен в числе участников, но не прибыл к началу соревнований \| \| О \| Соревнования отменены \| \| \| Не участвовал \| \| Поул-позиция \| \| \| Быстрый круг \| \| |                                                                    |
| Пример | Описание                                                           |
| 1 | Победитель                                                         |
| 2 | Второе место                                                       |
| 3 | Третье место                                                       |
| 5 | Финишировал, заработав очки                                        |
| Сход | Не финишировал, но при этом заработал очки                         |
| 12 | Финишировал, не получив очков                                      |
| НКЛ | Финишировал, но не попал в финальную классификацию                 |
| 15 | Участвовал вне зачёта, либо по отдельной классификации             |
| 18 | Не финишировал, но попал в финальную классификацию                 |
| Сход | Не финишировал                                                     |
| НКВ | Не прошёл квалификацию                                             |
| НПКВ | Не прошёл предквалификацию                                         |
| ДСК | Дисквалифицирован                                                  |
| ИСК | Исключён из протокола соревнований                                 |
| ТТ | Заявлен для участия только в тренировках                           |
| НС | Участвовал в квалификации, но не стартовал в гонке                 |
| Т | Травмирован или болен                                              |
| ОТК | Отказ от участия                                                   |
| НТР | Прибыл на соревнования, но на трассу не выезжал                    |
| НПР | Был заявлен в числе участников, но не прибыл к началу соревнований |
| О | Соревнования отменены                                              |
| | Не участвовал                                                      |
| Поул-позиция |                                                                    |
| Быстрый круг |                                                                    |

| Год  | Команда                    | 1     | 2     | 3      | 4     | 5     | 6        | 7        | 8     | 9     | 10       | Место | Очки |
| ---- | -------------------------- | ----- | ----- | ------ | ----- | ----- | -------- | -------- | ----- | ----- | -------- | ----- | ---- |
| 1996 | X Japan Racing Team LeMans | SUZ 3 | MIN 1 | FUJ 19 | TOK 1 | SUZ 4 | SUG Сход | FUJ Сход | MIN 1 | SUZ 4 | FUJ Сход | 1     | 40   |

### Результаты выступлений в Формуле 1
| Легенда к таблице |                                                                    |
| --- | ------------------------------------------------------------------ |
| В таблице перечислены результаты всех Гран-при Формулы-1, в которых принимал участие гонщик. Строками таблицы являются сезоны, столбцами — этапы чемпионата мира. В каждой клетке указаны сокращённое название этапа и результат, дополнительно обозначенный цветом. Расшифровка обозначений и цветов представлена в нижеследующей таблице. |                                                                    |
| \| Пример \| Описание \| \| ------------ \| ------------------------------------------------------------------ \| \| 1 \| Победитель \| \| 2 \| Второе место \| \| 3 \| Третье место \| \| 5 \| Финишировал, заработав очки \| \| Сход \| Не финишировал, но при этом заработал очки \| \| 12 \| Финишировал, не получив очков \| \| НКЛ \| Финишировал, но не попал в финальную классификацию \| \| 15 \| Участвовал вне зачёта, либо по отдельной классификации \| \| 18 \| Не финишировал, но попал в финальную классификацию \| \| Сход \| Не финишировал \| \| НКВ \| Не прошёл квалификацию \| \| НПКВ \| Не прошёл предквалификацию \| \| ДСК \| Дисквалифицирован \| \| ИСК \| Исключён из протокола соревнований \| \| ТТ \| Заявлен для участия только в тренировках \| \| НС \| Участвовал в квалификации, но не стартовал в гонке \| \| Т \| Травмирован или болен \| \| ОТК \| Отказ от участия \| \| НТР \| Прибыл на соревнования, но на трассу не выезжал \| \| НПР \| Был заявлен в числе участников, но не прибыл к началу соревнований \| \| О \| Соревнования отменены \| \| \| Не участвовал \| \| Поул-позиция \| \| \| Быстрый круг \| \| |                                                                    |
| Пример | Описание                                                           |
| 1 | Победитель                                                         |
| 2 | Второе место                                                       |
| 3 | Третье место                                                       |
| 5 | Финишировал, заработав очки                                        |
| Сход | Не финишировал, но при этом заработал очки                         |
| 12 | Финишировал, не получив очков                                      |
| НКЛ | Финишировал, но не попал в финальную классификацию                 |
| 15 | Участвовал вне зачёта, либо по отдельной классификации             |
| 18 | Не финишировал, но попал в финальную классификацию                 |
| Сход | Не финишировал                                                     |
| НКВ | Не прошёл квалификацию                                             |
| НПКВ | Не прошёл предквалификацию                                         |
| ДСК | Дисквалифицирован                                                  |
| ИСК | Исключён из протокола соревнований                                 |
| ТТ | Заявлен для участия только в тренировках                           |
| НС | Участвовал в квалификации, но не стартовал в гонке                 |
| Т | Травмирован или болен                                              |
| ОТК | Отказ от участия                                                   |
| НТР | Прибыл на соревнования, но на трассу не выезжал                    |
| НПР | Был заявлен в числе участников, но не прибыл к началу соревнований |
| О | Соревнования отменены                                              |
| | Не участвовал                                                      |
| Поул-позиция |                                                                    |
| Быстрый круг |                                                                    |

| Сезон | Команда                  | Шасси         | Двигатель                    | Ш | 1        | 2        | 3        | 4        | 5        | 6        | 7        | 8        | 9        | 10       | 11       | 12       | 13       | 14     | 15       | 16       | 17       | 18       | 19    | Место | Очки |
| ----- | ------------------------ | ------------- | ---------------------------- | - | -------- | -------- | -------- | -------- | -------- | -------- | -------- | -------- | -------- | -------- | -------- | -------- | -------- | ------ | -------- | -------- | -------- | -------- | ----- | ----- | ---- |
| 1997  | B&H Total Jordan Peugeot | Jordan 197    | Peugeot A14 3,0 V10          | B | АВС Сход | БРА Сход | АРГ 3    | САН Сход | МОН Сход | ИСП Сход | КАН Сход | ФРА 6    | ВЕЛ 5    | ГЕР 5    | ВЕН 5    | БЕЛ Сход | ИТА Сход | АВТ 5  | ЛЮК Сход | ЯПО 9    | ЕВР Сход |          |       | 11    | 13   |
| 1998  | B&H Total Jordan         | Jordan 198    | Mugen-Honda MF-301HC 3,0 V10 | G | АВС Сход | БРА Сход | АРГ Сход | САН 7    | ИСП 11   | МОН Сход | КАН Сход | ФРА 16   | ВЕЛ 6    | АВТ 5    | ГЕР 6    | ВЕН 9    | БЕЛ 2    | ИТА 3  | ЛЮК Сход | ЯПО Сход |          |          |       | 10    | 14   |
| 1999  | Winfield Williams F1     | Williams FW21 | Supertec FB01 3,0 V10        | B | АВС 3    | БРА 4    | САН Сход | МОН Сход | ИСП 5    | КАН 4    | ФРА 4    | ВЕЛ 3    | АВТ Сход | ГЕР 4    | ВЕН 9    | БЕЛ 5    | ИТА 2    | ЕВР 4  | МАЛ Сход | ЯПО 5    |          |          |       | 6     | 35   |
| 2000  | BMW WilliamsF1 Team      | Williams FW22 | BMW E41 3,0 V10              | B | АВС 3    | БРА 5    | САН Сход | ВЕЛ 4    | ИСП 4    | ЕВР Сход | МОН Сход | КАН 14   | ФРА 5    | АВТ Сход | ГЕР 7    | ВЕН 5    | БЕЛ 3    | ИТА 3  | США Сход | ЯПО Сход | МАЛ Сход |          |       | 5     | 24   |
| 2001  | BMW WilliamsF1 Team      | Williams FW23 | BMW P80 3,0 V10              | M | АВС Сход | МАЛ 5    | БРА Сход | САН 1    | ИСП Сход | АВТ Сход | МОН Сход | КАН 1    | ЕВР 4    | ФРА 2    | ВЕЛ Сход | ГЕР 1    | ВЕН 4    | БЕЛ 7  | ИТА 3    | США Сход | ЯПО 6    |          |       | 4     | 49   |
| 2002  | BMW WilliamsF1 Team      | Williams FW24 | BMW P82 3,0 V10              | M | АВС Сход | МАЛ 1    | БРА 2    | САН 3    | ИСП 11   | АВТ 4    | МОН 3    | КАН 7    | ЕВР 4    | ВЕЛ 8    | ФРА 5    | ГЕР 3    | ВЕН 3    | БЕЛ 5  | ИТА Сход | США 16   | ЯПО 11   |          |       | 4     | 42   |
| 2003  | BMW WilliamsF1 Team      | Williams FW25 | BMW P83 3,0 V10              | M | АВС 8    | МАЛ 4    | БРА 7    | САН 4    | ИСП 5    | АВТ 6    | МОН 4    | КАН 2    | ЕВР 1    | ФРА 1    | ВЕЛ 9    | ГЕР Сход | ВЕН 4    | ИТА Т  | США Сход | ЯПО 12   |          |          |       | 5     | 58   |
| 2004  | BMW WilliamsF1 Team      | Williams FW26 | BMW P84 3,0 V10              | M | АВС 4    | МАЛ Сход | БАХ 7    | САН 7    | ИСП 6    | МОН 10   | ЕВР Сход | КАН ДСК  | США Сход | ФРА Т    | ВЕЛ Т    | ГЕР Т    | ВЕН Т    | БЕЛ Т  | ИТА Т    | КИТ Сход | ЯПО 2    | БРА 5    |       | 9     | 24   |
| 2005  | Panasonic Toyota Racing  | Toyota TF105  | Toyota RVX-05 3,0 V10        | M | АВС 12   | МАЛ 5    | БАХ 4    | САН 9    | ИСП 4    | МОН 6    | ЕВР Сход | КАН 6    | США Т    | ФРА 7    | ВЕЛ 8    | ГЕР 6    | ВЕН 3    | ТУР 12 | ИТА 6    | БЕЛ 7    | БРА 8    |          |       | 6     | 45   |
| 2005  | Panasonic Toyota Racing  | Toyota TF105B | Toyota RVX-05 3,0 V10        | M |          |          |          |          |          |          |          |          |          |          |          |          |          |        |          |          |          | ЯПО 8    | КИТ 3 | 6     | 45   |
| 2006  | Panasonic Toyota Racing  | Toyota TF106  | Toyota RVX-06 2,4 V8         | B | БАХ 14   | МАЛ 8    | АВС 3    | САН 9    | ЕВР Сход | ИСП Сход |          |          |          |          |          |          |          |        |          |          |          |          |       | 10    | 20   |
| 2006  | Panasonic Toyota Racing  | Toyota TF106B | Toyota RVX-06 2,4 V8         | B |          |          |          |          |          |          | МОН 8    | ВЕЛ Сход | КАН Сход | США Сход | ФРА 4    | ГЕР 9    | ВЕН 6    | ТУР 7  | ИТА 15   | КИТ Сход | ЯПО 7    | БРА Сход |       | 10    | 20   |
| 2007  | Panasonic Toyota Racing  | Toyota TF107  | Toyota RVX-07 2,4 V8         | B | АВС 8    | МАЛ 15   | БАХ 12   | ИСП Сход | МОН 16   | КАН 8    | США Сход | ФРА 10   | ВЕЛ Сход | ЕВР Сход | ВЕН 6    | ТУР 12   | ИТА 15   | БЕЛ 10 | ЯПО Сход | КИТ Сход | БРА 11   |          |       | 16    | 5    |

### Результаты выступлений вDTM
| Год  | Команда          | Автомобиль                 | #  | 1       | 2        | 3        | 4      | 5        | 6        | 7        | 8        | 9         | 10        | 11      | Место | Очки |
| ---- | ---------------- | -------------------------- | -- | ------- | -------- | -------- | ------ | -------- | -------- | -------- | -------- | --------- | --------- | ------- | ----- | ---- |
| 2008 | Mücke Motorsport | AMG-Mercedes C-Klasse 2007 | 11 | ХОК1 14 | ОШЕ 10   | МУД Сход | ЛАУ 13 | НОР 16   | ЗАН 12   | НЮР 8    | БРХ 15   | КАТ 7     | ЛМБ Сход  | ХОК2 14 | 14    | 3    |
| 2009 | HWA Team         | AMG-Mercedes C-Klasse 2009 | 4  | ХОК1 9  | ЛАУ 10   | НОР 6    | ЗАН 10 | ОШЕ 11   | НЮР 7    | БРХ 9    | КАТ 13   | ДИЖ 5     | ХОК2 Сход |         | 11    | 9    |
| 2010 | HWA Team         | AMG-Mercedes C-Klasse 2009 | 8  | ХОК1 9  | ВАЛ Сход | ЛАУ 9    | НОР 11 | НЮР 6    | ЗАН 9    | БРХ Сход | ОШЕ 9    | ХОК2 Сход | АДР 12    | Шан 10  | 14    | 3    |
| 2011 | HWA Team         | AMG-Mercedes C-Klasse 2009 | 6  | ХОК1 3  | ЗАН 11   | СПЛ 2    | ЛАУ 12 | НОР 6    | НЮР Сход | БРХ 5    | ОШЕ Сход | ВАЛ 13    | ХОК2 11   |         | 8     | 21   |
| 2012 | HWA Team         | AMG Mercedes C-Coupé 2012  | 6  | ХОК1 7  | ЛАУ 10   | БРХ 19   | СПЛ 11 | НОР Сход | НЮР 13   | ЗАН 10   | ОШЕ 13   | ВАЛ 14    | ХОК2 9    |         | 17    | 10   |